# Carex brownii
Carex brownii är en halvgräsart som beskrevs av Edward Tuckerman. Carex brownii ingår i släktet starrar, och familjen halvgräs.

## Underarter
Arten delas in i följande underarter:
- C. b. brownii
- C. b. transversa